# Milan Jovanić
Milan Jovanić (en serbe en écriture cyrillique : Милан Јованић), né le 31 juillet 1985 à Novi Sad en Yougoslavie (auj. en Serbie), est un footballeur international serbe. qui évolue au poste de gardien de but.

## Biographie
Le 7 avril 2010, Milan Jovanić fait ses débuts avec la sélection serbe, lors de la victoire trois à zéro du pays contre le Japon.
En juin 2010, il choisit de rejoindre, malgré les offres du Partizan Belgrade ou de Twente, le Wisła Cracovie en Pologne, qui avait déjà essayé dans les mois précédents une vingtaine de gardiens de but. Le Wisła, qui dépense quatre cent mille euros pour s'attacher ses services, lui fait signer un contrat de cinq ans,.

## Palmarès
- Champion de Pologne : 2011 avec le Wisła Cracovie.